# Skyper
De Skyper is een wolkenkrabber in het Bankenviertel in de Duitse stad Frankfurt. Het is, naast het nabijgelegen Trianon, een van de twee hoofdgebouwen van de DekaBank. Het is gelegen aan de Taunusanlage.
De Skyper werd opgeleverd in 2004. Met een hoogte van 154 meter is de toren het op twaalf na hoogste gebouw van Frankfurt. De Skyper telt 39 verdiepingen.

## Fotogalerij

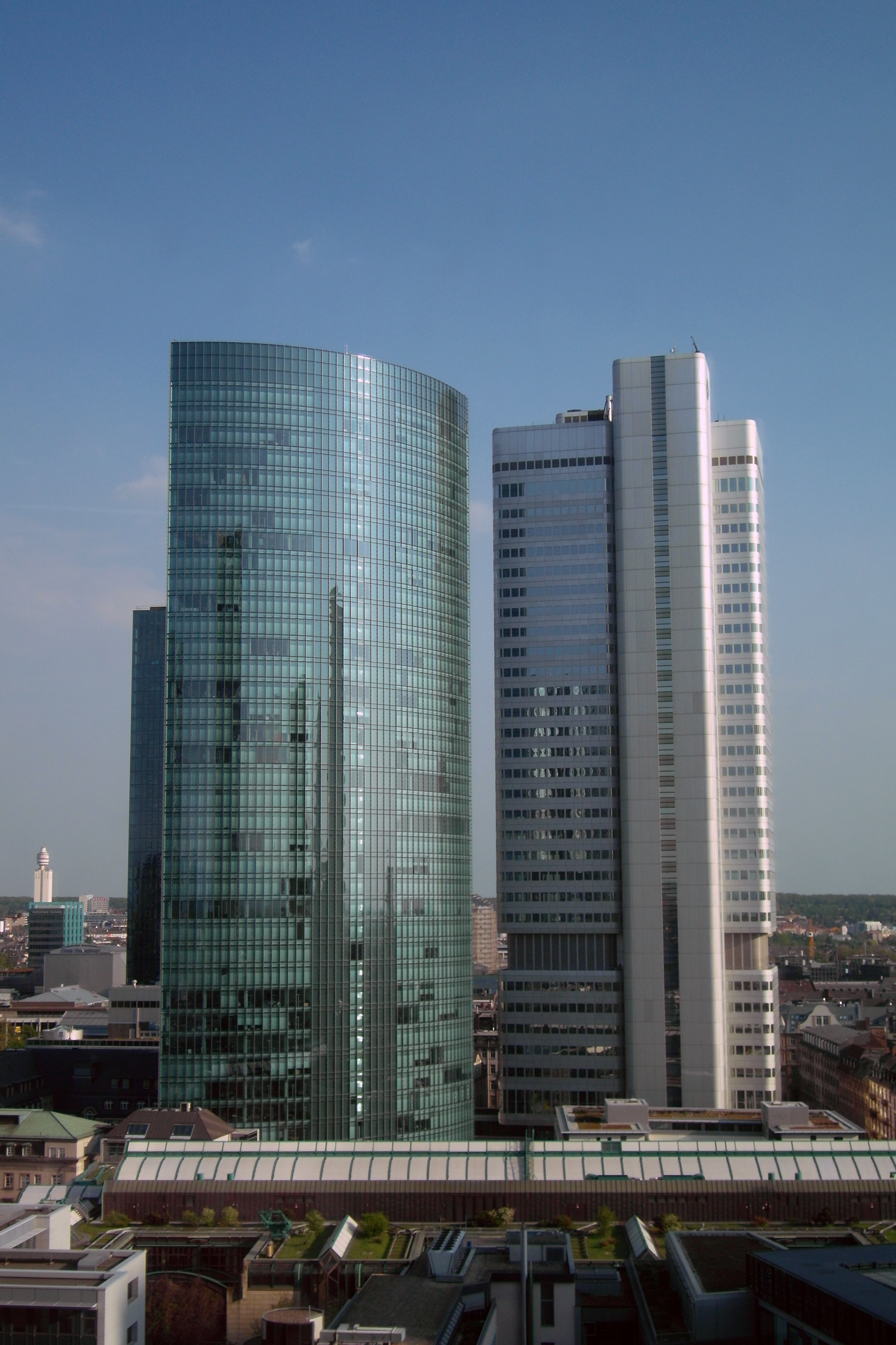
Links Skyper en rechts de Silver Tower
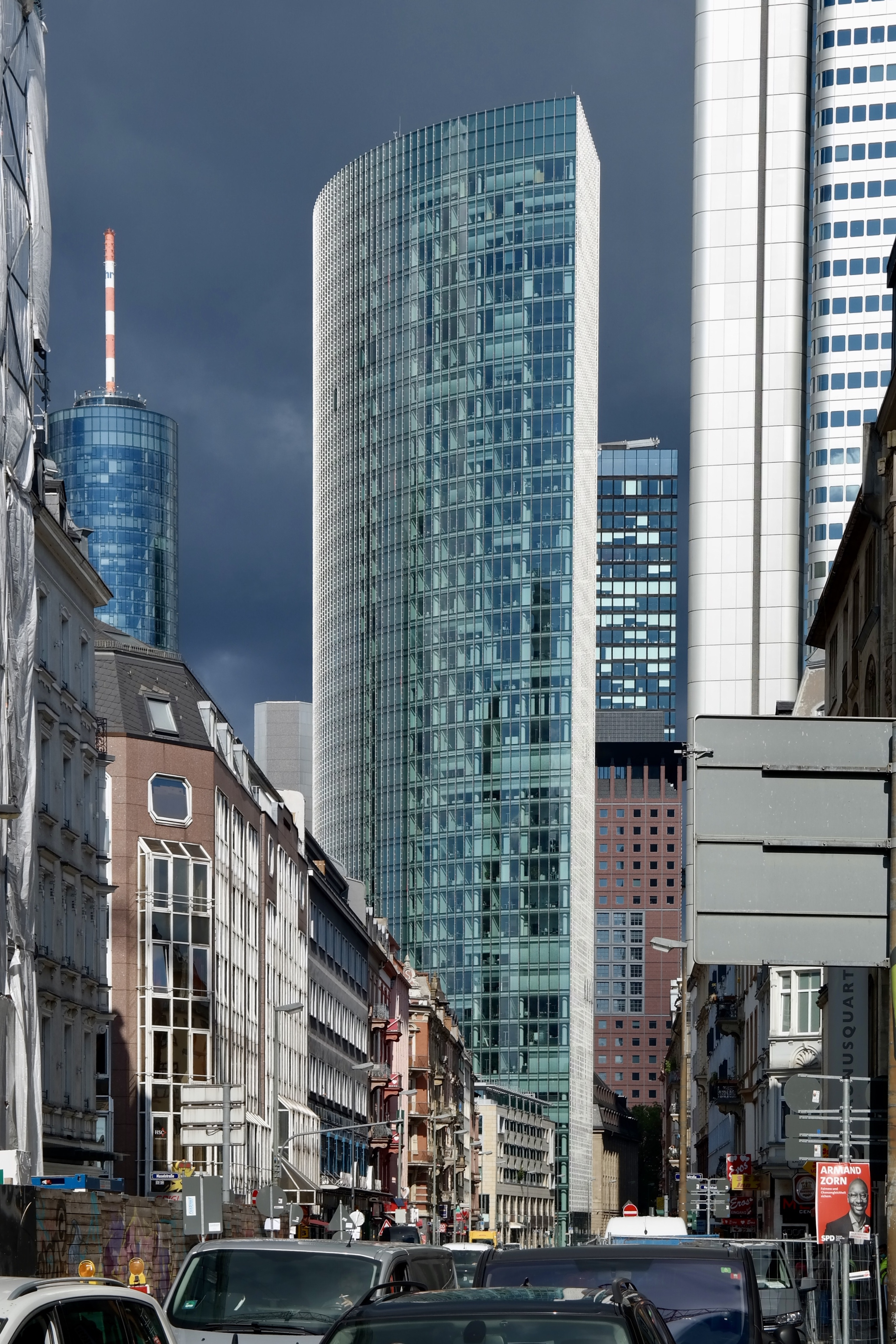
Taunusstraße met Skyper
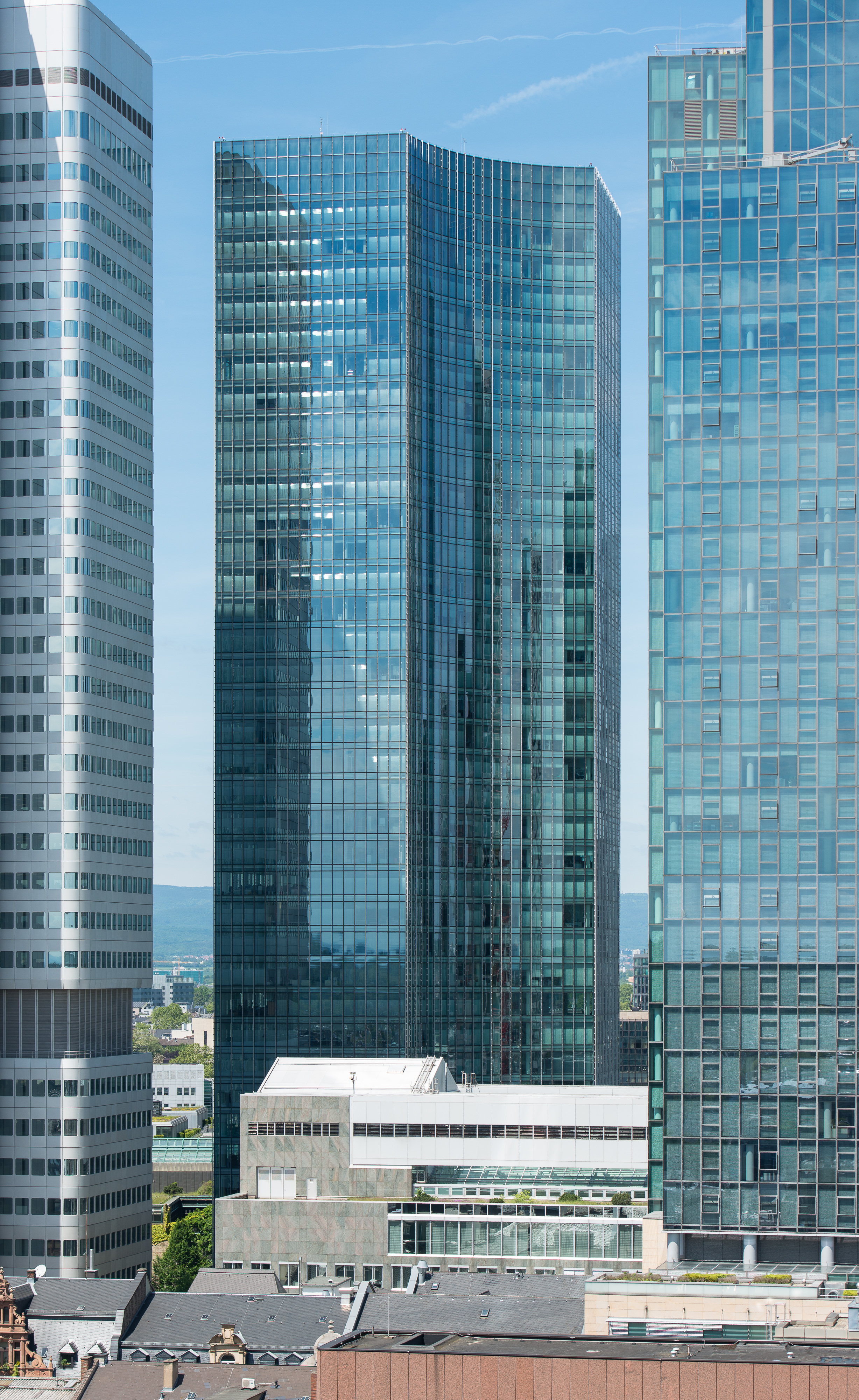
Tussen Silver Tower en Gallileo